# Enehøje
Enehøje es una isla de Dinamarca, ubicada en el fiordo de Nakskov. Ocupa una superficie de tan solo 0,93 km². Su punto más alto se encuentra a 16 m s. n. m.